# ティポグラフィカ
Tipographica（ティポグラフィカ）はかつて存在した日本のバンドである。1986年、ギタリストの今堀恒雄によって結成された。
音楽学校で今堀とサックスの菊地成孔が出会い、キーボードの水上聡と、ベースの藤本敦夫、ドラムの小野江一郎という編成で結成。
- 1989年、ドラムの外山明、ベースの横山雅史が加入。
- 1991年、トロンボーンの松本治加入。
- 1995年、ベースの水谷浩章加入。
- 1997年7月、今堀の楽曲をバンドという肉体的な形式で表現できなくなったことにより解散。「リズムの訛り、ノリ」などといった分野に脚光をあて、表現できる範囲を細分化された音符によって極限まで突き詰めた音楽を発表していた。

## ディスコグラフィー
- tipographica（1993年/GOD MOUNTAIN）
  1. 裸のランチ
  2. 無限電車
  3. 青空だけど迷宮入り
  4. 重力異常の競馬場
  5. 頭芝製セックスフレンド
  6. 新しき猿のように
  7. 侵略はゆっくりと確実に
  8. 森へ行く方法
    - <メンバー>
    - 今堀恒雄 (guitars)
    - 外山明 (drums,percussions)
    - 佐野篤 (bass)
    - 水上聡 (keyboards)
    - 菊地成孔 (saxes)
    - 松本治 (trombone)
- The man who does not nod（1995年/ポニーキャニオン）
  1. 裸のランチ(GOGO Version)
  2. 最悪のデート
  3. King's Golden Toilet
  4. 日本間とMC-500
  5. 重力異常の競馬場
  6. うなずかない男
  7. 火薬の匂い彼女の味
    - <メンバー>
    - 今堀恒雄 (guitars)
    - 外山明 (drums,percussions)
    - 水谷浩章 (bass)
    - 水上聡 (keyboards)
    - 菊地成孔 (saxes)
    - 松本治 (trombone)
- God says I can't Dance（1996年/ポニーキャニオン）
  1. フレンズ
  2. TP-1故障せよ
  3. am 3:28 新宿 am 3:45 霞ケ関 am 5:02 ベルリン→ゴム人間対サラリーマン
  4. そして最後の船は行く
  5. 日本間とMC-500
  6. 笑う写真
  7. 森を出る方法
    - <メンバー>
    - 今堀恒雄 (guitars)
    - 外山明 (drums,percussions)
    - 水谷浩章 (bass)
    - 水上聡 (keyboards)
    - 菊地成孔 (saxes)
    - 松本治 (trombone)
    - 清水一登 (xylophone)
- Floating Opera（1997年/SISTEMA records）
  1. フローティング・オペラ
  2. 時代劇としての高速道路
  3. ['95.9.23 はれ]
  4. スクールバス
  5. クローム襲撃
  6. ['95.12.1 くもり]
  7. ティポグラフィカの くもり王将
  8. ['93.12.30 あめ]
  9. 重力の虹 vers.2
  10. ['94.4.11 ゆき]
  11. 時代劇としての高速道路 vers.2
  12. 子供の宗教
    - <メンバー>
    - 今堀恒雄 (guitars,samples)
    - 菊地成孔 (sax)
    - 外山明 (drums)
    - 水谷浩章 (bass,computer assist)
    - 水上聡 (keyboards)
    - 大儀見元 (percussions)
    - 松本治 (trombone)